# Eduard Engelmann (Künstler)
Eduard W. Engelmann (* 1825; † 1853) war ein deutscher Bildender Künstler, der durch seine Schiefertafelbilder in der deutschen Kinder- und Jugendliteratur bekannt war.

## Leben
Engelmann war als Holzschneider tätig, der u. a. für Ludwig Richter arbeitete. 1851 erhielt er von dem Leipziger Verleger Romberg die Möglichkeit, aus lithographierten Schiefertafel-Bildern ein Kinderbuch zu gestalten.

## Werke
- Schiefertafel-Bilder zu deutschen Kinder-Liedern nach Arnim, Brentano, Simrock u. A. Romberg, Leipzig 1851.